# フール (クリス・レアの曲)
「フール」（Fool (If You Think It's Over)）は、クリス・レアのシングル。デビュー・アルバム『何がベニーに起ったか』(Whatever Happened to Benny Santini?)からの最初のシングルとして1978年7月に先行発売された。日本でのシングル発売時のタイトルは「青春のいたずら」であるが、初出の収録アルバムやその後のベストアルバム中では「フール」と表記されている。
恋に破れて傷つき涙する17歳の少女を、「（これで人生が）おしまいだと思っているなら、君はお馬鹿さんだよ、だって君がさよならと言ったんじゃないか」と励ます内容の楽曲であるが、その親しみやすいソフトなメロディー・ラインの甘美さと、渋みのあるクリス・レアの淡々とした落着いた語りかけが好対照の魅力となり、彼独特のブルージーな歌声がより際立つ作品である。
この曲は、失恋で悲嘆に暮れていた妹のポーラ(Paula)に向けて書いたもので、クリス・レアは元々、ブルースやソウルを意識し、ドラムのビートはアル・ジャクソン Jr.で、アル・グリーンが歌うことを想定した楽曲を目指したという。
「フール」は、全米ビルボードシングルチャートで12位、アダルト・コンテンポラリー・チャートでは3週連続1位（1978年9月9日付から）を記録し、第21回グラミー賞 (21st Annual Grammy Awards)の最優秀新人賞 (Best New Artist)にもノミネートされた。収録アルバムも全米アルバムチャートで49位となり、ゴールドディスクに認定された。
本国のイギリスの全英シングルチャートでは当初は圏外であったが、アメリカでの大ヒットを受けて、10月に30位まで上昇した。
1988年には、少しアレンジを変えた再録音のヴァージョンがベストアルバム『ザ・ベスト･オブ･クリス･レア～ニュー・ライト・スルー・オールド・ウィンドウズ』(New Light Through Old Windows)に収録され、再びシングル発売された。オリジナルから30年後の2008年にも改めて再録音され、アルバム『オン・ザ・ビーチ～グレイテスト・ヒッツ』(Fool If You Think It's Over: The Definitive Greatest Hits)に収録された。
カバー・アーティストは、1981年にエルキー・ブルックスがカバーしシングル発売したことで知られている。

## トラック・リスト
| #  | タイトル                                   | 作詞 | 作曲・編曲 | 時間 |
| -- | ------------------------------------------ | ---- | ---------- | ---- |
| 1. | 「フール (Fool (If You Think It's Over))」 |      |            | 3:35 |
| 2. | 「真夜中の恋 (Midnight Love)」             |      |            | 3:06 |

| #  | タイトル                                                                           | 作詞 | 作曲・編曲 | 時間 |
| -- | ---------------------------------------------------------------------------------- | ---- | ---------- | ---- |
| 1. | 「フール (Fool (If You Think It's Over))」                                         |      |            | 4:03 |
| 2. | 「ラヴィング･ユー･アゲイン (Loving You Again)」(ライヴ・ヴァージョン Live Version) |      |            | 5:23 |

## レコーディング・ミュージシャン

### 1978年オリジナル・ヴァージョン
出典は
- クリス・レア – リード・ボーカル、バック・ボーカル、シンセサイザー、ピアノ
- デイヴ・マーキー (Dave Markee) – ベース
- デイヴ・マタックス – ドラムス
- ポール・キーオ (Paul Keogh) – エレクトリック・ギター
- フランク・リコッティ（英語版） – テンプル・ブロック、カバサ、コンガ、ヴィブラフォン
- スティーブ・グレゴリー（英語版） - ソプラノ・サクソフォーン
- ピート・ウィングフィールド（英語版） – エレクトリック・ピアノ
- スチュアート・エップス（英語版） – バック・ボーカル
- リチャード・アンソニー・ヒューソン - オーケストラ指揮、アレンジ

### 1988年再録音ヴァージョン
出典は
- クリス・レア – リード・ボーカル、バック・ボーカル、ギター、シンセサイザー、ピアノ
- マックス・ミドルトン（英語版） – キーボード
- ロバート・アーワイ (Robert Ahwai) – ギター
- マーティン・ディッチャム（英語版） – ドラムス
- エオガン・オニール (Eoghan O'Neill) – ベース
- スティーブ・グレゴリー（英語版） - ソプラノ・サクソフォーン
- ジャスティン・シャーリー・スミス (Justin Shirley-Smith) - レコーディング・エンジニア

## チャート記録

### 週間
| チャート(1978)                                                             | 最高位 |
| -------------------------------------------------------------------------- | ------ |
| アメリカ「ホット100・シングルチャート」(Billboard Hot 100)                 | 12     |
| アメリカ「アダルト・コンテンポラリー・チャート」(Adult Contemporary)       | 1      |
| アメリカ「キャッシュボックス・トップ100シングル」(Cashbox Top 100 Singles) | 10     |
| イギリス「全英シングルチャート」(UK Singles Chart)                         | 30     |
| カナダ「RPM・シングルチャート」(RPM)                                       | 15     |
| カナダ「RPM・アダルト・オリエンテッド・チャート」(RPM)                     | 1      |
| ニュージーランド「RIANZ」(Recorded Music NZ)                               | 31     |

### 年間
| チャート(1978)                                                              | 位 |
| --------------------------------------------------------------------------- | -- |
| アメリカ「年間ビルボード・ホット・チャート」(Billboard Hot 100)             | 84 |
| アメリカ「年間ビルボード・イージーリスニング・チャート」(Billboard Hot 100) | 7  |

## カバー・アーティスト
出典は
- プリズナー（ジェームズ・ハウス（英語版））（1978年）
- エルキー・ブルックス（英語版）（1981年） - アルバム『Pearls』に収録。
  - シングル発売され、全英シングルチャートで17位を記録し[30]、アイルランドでは6位となった[31]。
- ポール・ニコラス（英語版）（1986年） - アルバム『Just Good Friends』に収録。
- ジョー・パスカル（英語版）（1988年） - アルバム『Prey』に収録。
- トーマス・アンダース（1989年） - アルバム『Different』に収録。
- レスリー・スミス（英語版）（1992年） - アルバム『Les Is More』に収録。
- イアン・マクシェーン（1993年） - アルバム『From Both Sides Now』に収録。
- ビル・ターミー（英語版）（1996年） - アルバム『After Hours』に収録。
- デヴィッド・Zyle (David Zyle)（2012年） - アルバム『Exposed』に収録
- デズモンド・オコナー（英語版）（2000年） – アルバム『Now』に収録。
- ロブソン・グリーン（英語版）（2002年） - アルバム『Moment In Time』に収録。
- ダニエル・ブーン（2015年） - コンピレーション・アルバム『Bluer Than Blue: Love's Greatest Hits 1970 to 1979』